# Cmentarz wojenny w Łazach
Cmentarz wojenny w Łazach – cmentarz powstały w latach 1914-1918, na którym znajdują się mogiły żołnierzy austriackich i niemieckich, poległych w I wojnie światowej. 
Cmentarz znajduje się w zachodniej części Łaz, na osiedlu Podlesie, przy ul. Konstytucji 3 Maja, w sąsiedztwie parafii pod wezwaniem Św. Maksymiliana Marii Kolbego.
Pierwotnie cmentarz składał się z grupy owalnych kamieni o nieregularnych kształtach i średnicy około 1 m, z wykutymi na nich niewielkimi krzyżami, porozkładanych na terenie lasu przyległego do osiedla Podlesie. Po wybudowaniu przedłużenia ulicy Konstytucji 3 Maja przebiegającej przez teren cmentarza, kamienie w latach 90. przeniesione zostały na południową stronę ulicy, do niewielkiego skrawka pozostałego po tej stronie lasu, gdzie na szczycie kopca kilkanaście z nich ułożone zostało w kształt okręgu o średnicy kilku metrów. Nie wiadomo, czy są to wszystkie, gdyż część ciągle pozostawać może przykryta ziemią na terenie lasu. W centralnej części okręgu wzniesiono kamienny obelisk, na którym umieszczono tablicę w języku niemieckim, informującą o liczbie spoczywających tam poległych, a u wejść na kopiec postawiono także pamiątkowe tablice informujące o charakterze obiektu. Z powodu niewiedzy cmentarz ten przez lokalną społeczność nazywany był błędnie cmentarzem żydowskim.

## Galeria

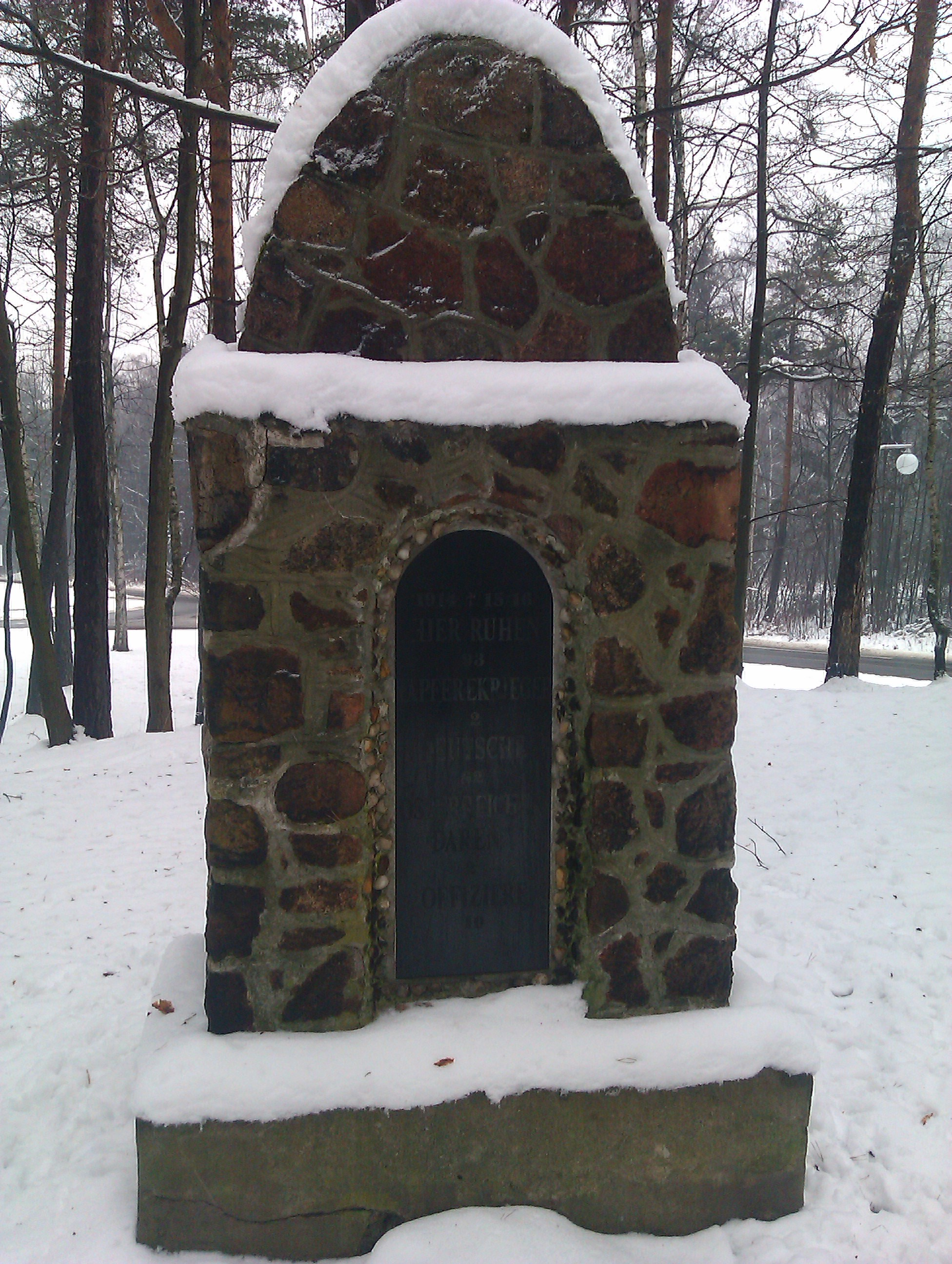
Kamienny Obelisk
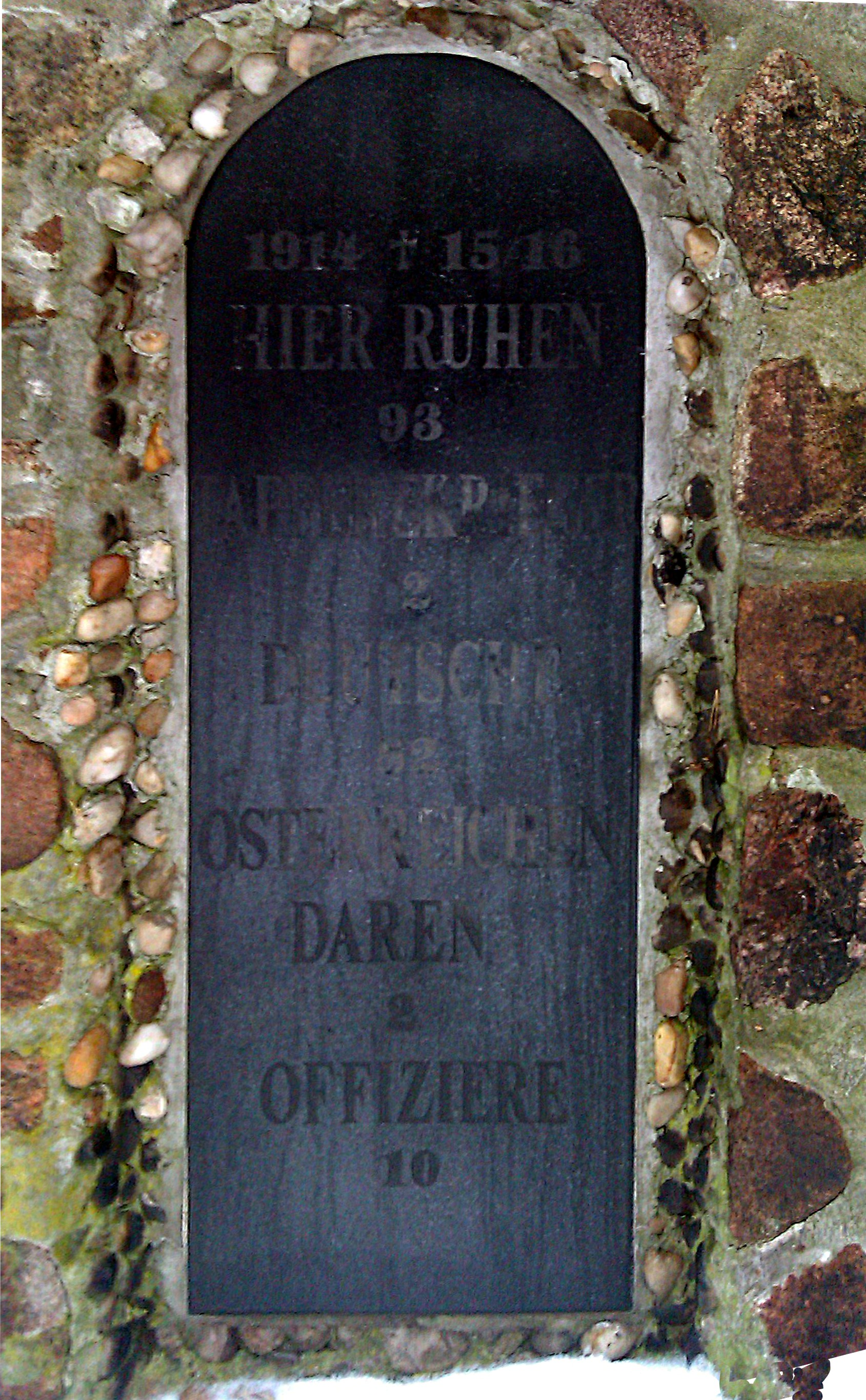
Obelisk - tablica
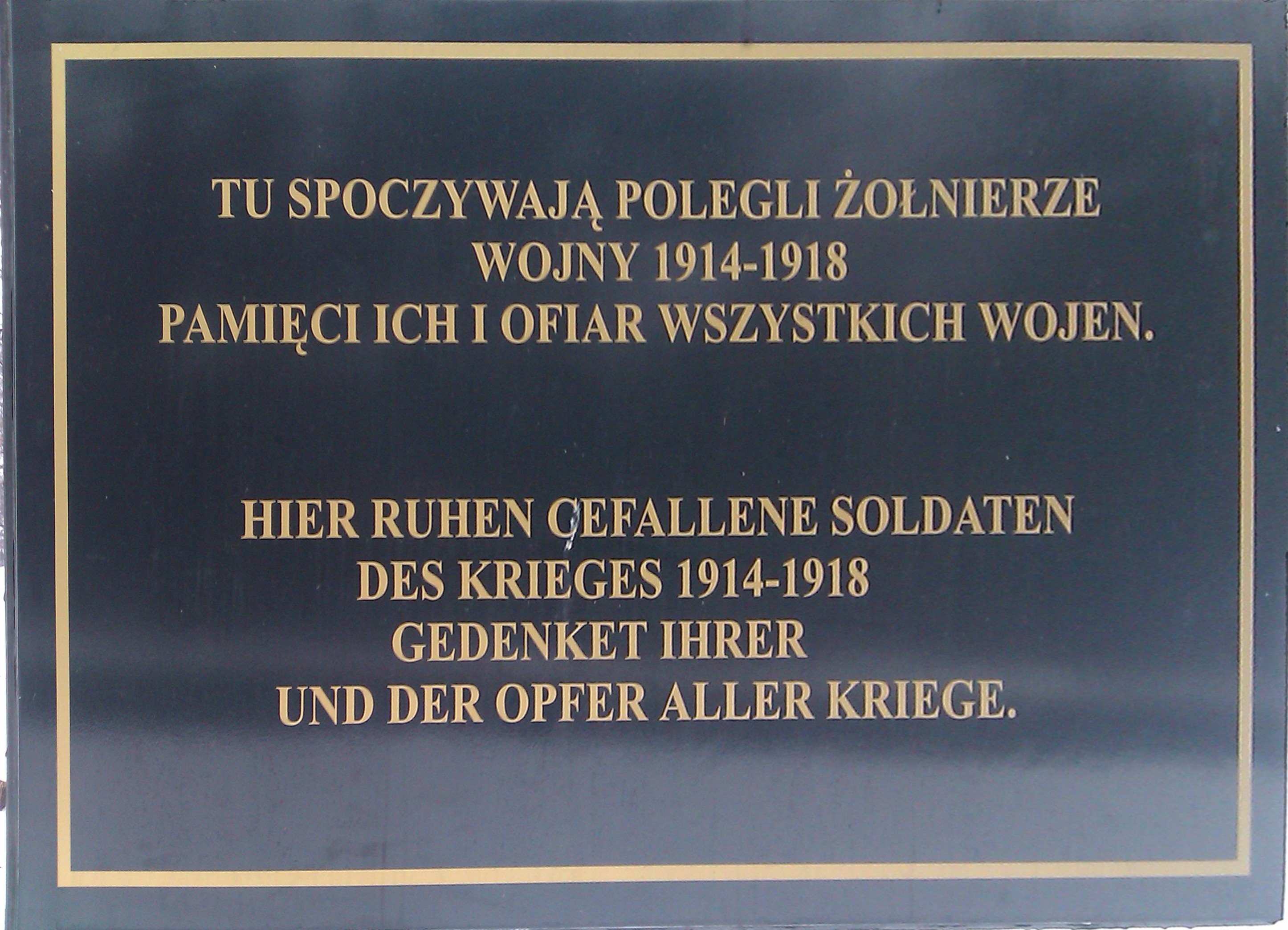
Tablica informacyjna